# آنا هاپکینز
آنا هاپکینز (به انگلیسی: Anna Hopkins)یک بازیگر کانادایی و اهل مونترآل است که بیشتر برای نقش جسیکا راینر در سریال علمی-تخیلی دفاینس او را می‌شناسند.

## زندگی حرفه‌ای
اولین نقش هاپکینز در سال ۲۰۰۵ در مینی سریال Human Trafficking با ایفای نقش کاترینا بود.در سال ۲۰۱۰ نیز در فیلم کمدی درام، نسخه بارنی (۲۰۱۰) به همراه پل جیاماتی و داستین هافمن بازی کرد و بعد از اجراهای کوتاه در سریال‌ها و فیلم‌های تلویزیونی کانادایی، در سال ۲۰۱۵ با شخصیت سامانتا کلیتون در سریال فلش و پیکان ظاهر شد. احتمالاً بهترین و شناخته شده‌ترین نقش او، «جسیکا راینر» در فصل دوم و سوم سریال علمی–تخیلی دفاینس است که در ۱۶ اکتبر ۲۰۱۵ این سریال توسط شبکهٔ سای‌فای لغو شد.

## فیلم‌شناسی
| سال        | عنوان                           | انگلیسی             | نقش               | یادداشت            |
| ---------- | ------------------------------- | ------------------- | ----------------- | ------------------ |
| ۲۰۰۵       | بیگانه                          | Stranger            | ماری              | فیلم کوتاه         |
| ۲۰۰۵       | قاچاق انسان                     | Human Trafficking   | کاترینا           | مینی سریال         |
| ۲۰۰۶       | دایرهٔ دوستان                    | Circle of Friends   | لزلی ویلسون       | فیلم تلویزیونی     |
| ۲۰۰۷       | واقعیت مشخص شد                  | Reality Check       | شنون              | فیلم کوتاه         |
| ۲۰۰۷       | بیش از حد جوان بودن برای ازدواج | Too Young to Marry  | سوفی              | فیلم تلویزیونی     |
| ۲۰۰۷       | منطقه مرده                      | The Dead Zone       | نویسنده           | ۱ قسمت             |
| ۲۰۰۹       | خارج از کنترل                   | Out of Control      | زن جوان           | فیلم تلویزیونی     |
| ۲۰۱۰       | نسخه بارنی                      | Barney's Version    | کیت پانوفسکی      | فیلم تلویزیونی     |
| ۲۰۱۱       | موج قاتل                        | Killer Wave         | مل                | مینی سریال، ۲ قسمت |
| ۲۰۱۳       | نیکیتا                          | Nikita              | کیت بارت          | ۱ قسمت             |
| ۲۰۱۳       | وسوسهٔ عظیم                      | The Grand Seduction | هلن               | صداپیشه            |
| ۲۰۱۳       | تو بودی چارلی                   | It Was You Charlie  | مدلین             | فیلم               |
| ۲۰۱۴-اکنون | پیکان                           | Arrow               | سامانتا کلایتون   | ۴ قسمت             |
| ۲۰۱۴       | بی خوابی                        | Sleepless           |                   | فیلم کوتاه         |
| ۲۰۱۴       | شربت جولیا                      | Julia Julep         | الکس              | فیلم کوتاه         |
| ۲۰۱۴-اکنون | فلش                             | The flash           | سامانتا کلایتون   | ۲ قسمت             |
| ۲۰۱۴–۲۰۱۵  | دیفاینس                         | Defiance            | جسیکا برلین راینر | ۲۱ قسمت            |
| ۲۰۱۵       | دختر نیمکت نشین                 | Girl Couch          | مردیث             | فیلم               |
| ۲۰۱۵       | دختر گمشده                      | Lost Girl           | برینکلی وایت      | ۱ قسمت             |
| ۲۰۱۵       | گرفتن توپ                       | After the Ball      | سیمون             | ویدئو به صورت زنده |
| ۲۰۱۷       | جان‌بها                          | ransom              | آنی کاپیلا        | ۲ قسمت             |
| ۲۰۱۷       | ماده تاریک                      | Dark Matter         | آمبروسیا          | ۱ قسمت             |
| ۲۰۱۸       | فضای گسترده                     | The Expanse         | مونیکا            | ۶ قسمت             |
| ۲۰۱۸       | کیل‌جویز                         | Killjoys            | فیروزا            | ۲ قسمت             |
| ۲۰۱۸       | شکارچیان سایه                   | Shadowhunters       | لیلیث             | ۱۴ قسمت            |

## بازی‌های ویدئویی
| سال  | نام بازی                       | انگلیسی                                | نقش         |
| ---- | ------------------------------ | -------------------------------------- | ----------- |
| ۲۰۱۰ | اسپلینتر سل تام کلنسی: محکومیت | Tom Clancy's Splinter Cell: Conviction | صداهای مکمل |
| ۲۰۱۴ | سگ‌های نگهبان                   | Watch Dogs                             | نیکی پیرس   |

## جوایز
- نامزد جایزه اکترا برای عملکرد برجسته - زن در نسخه بارنی سال ۲۰۱۱[۶]
- جوایز تلویزیون اسکوپ نامزد بهترین بازیگر نقش درام و بهترین خائن برای لیلیث در شکارچیان سایه ۲۰۱۸
- جوایز انتخاب نوجوانان، نامزد عنوان شرور برگزیده برای نقش لیلیث شکارچیان سایه ۲۰۱۸